# Tak Wah Mak
Tak Wah Mak (* 4. Oktober 1946 in Guangzhou, China) ist ein kanadischer Immunbiologe, Krebsforscher und Professor an der University of Toronto. Er ist chinesischer Herkunft.

## Leben
Tak Wah Mak wuchs in Hongkong auf. 1967 erwarb er an der University of Wisconsin–Madison einen Bachelor in Biochemie und 1969 einen Master in Biophysik, Nebenfach Chemie. 1972 erwarb er an der University of Alberta in Alberta mit einer Arbeit zu den biophysikalischen und biochemischen Eigenschaften dreier Varianten des Mengo Encephalomyelitis-Virus einen Ph.D. in Biochemie. Kurze Zeit später nahm Mak die kanadische Staatsbürgerschaft an. Als Postdoktorand arbeitete er am Ontario Cancer Institute, das zum Princess Margaret Hospital in Toronto und der University of Toronto gehört.
In der Abteilung für Medizinische Biophysik der University of Toronto erhielt Mak eine erste Professur (1974 Assistant Professor, 1979 Associate Professor) und 1984 eine ordentliche Professur. Mak war 1993 Gründungsdirektor des Amgen Institute, einem Forschungsinstitut des Princess Margaret Hospital in Toronto und der University of Toronto, bevor er 2004 das Institute for Breast Cancer Research der beiden gleichen Institutionen übernahm.
1980 war Mak Gastprofessor an der University of Wisconsin in Madison, Wisconsin, und von 2004 bis 2007 an der University of Hong Kong.

## Wirken
Mak ist einer der Entdecker des menschlichen T-Zell-Rezeptors, den er 1984 klonieren konnte. Mak gelang es zu zeigen, wie verschiedene Typen von T-Zellen entstehen. Mak konnte außerdem nachweisen, dass ein einzelnes Gen des Friend leukemia virus eine Akute myeloische Leukämie auslösen kann. Jüngere Arbeiten Maks befassen sich mit Schlüsselgenen, die das Immunsystem regulieren und Tumoren supprimieren.
Tak Wah Mak war ca. 2004 der meistzitierte wissenschaftliche Autor Kanadas.

## Auszeichnungen (Auswahl)
- 1986 Mitgliedschaft in der Royal Society of Canada[2]
- 1988 Emil-von-Behring-Preis[3]
- 1989 Gairdner Foundation International Award[4]
- 1994 Mitgliedschaft in der Royal Society[5]
- 1995 König-Faisal-Preis[6]
- 1996 Robert L. Noble Prize[7]
- 1996 Alfred P. Sloan, Jr. Prize[8]
- 2000 Officer of the Order of Canada[9]
- 2002 Mitgliedschaft in der United States National Academy of Sciences[10]
- 2004 Paul-Ehrlich-und-Ludwig-Darmstaedter-Preis[11]
- 2005 Aufnahme in die American Academy of Arts and Sciences als auswärtiges Ehrenmitglied
- 2007 Order of Ontario[12]
- 2009 Aufnahme in die Canadian Medical Hall of Fame
- 2019 Auswärtiges Mitglied der Academia Europaea[13]
- 2021 Szent-Györgyi Prize
- 2022 Canadian Cancer Society Lifetime Contribution Prize[7]
- 2023 William B. Coley Award
- 2024 Assoziiertes Mitglied der European Molecular Biology Organization